# Wolfgang Krull

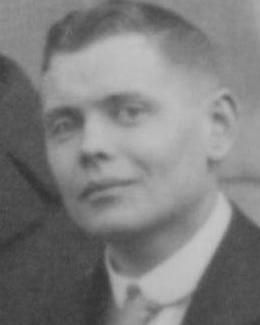
Wolfgang Krull, Göttingen 1920

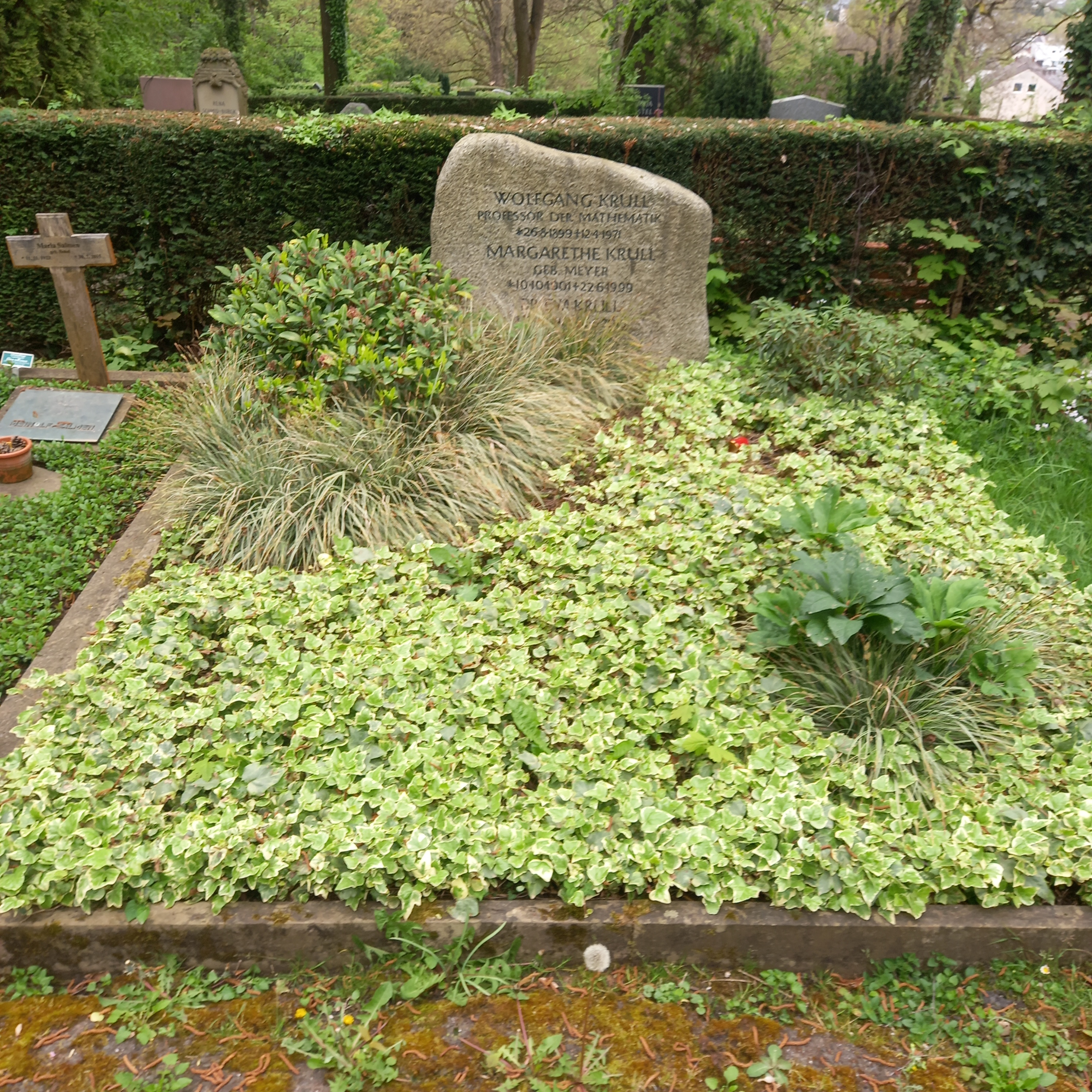
Das Grab von Wolfgang Krull und seiner Ehefrau Margarethe geborene Meyer auf dem Poppelsdorfer Friedhof in Bonn

Wolfgang Krull (* 26. August 1899 in Baden-Baden; † 12. April 1971 in Bonn) war ein deutscher Mathematiker. Sein Schwerpunkt war die kommutative Algebra.

## Leben
Krull war der Sohn eines Zahnarztes in Baden-Baden und studierte zunächst ab 1919 in Freiburg im Breisgau und Rostock, 1920/21 auch in Göttingen, wo er Schüler von Felix Klein war, ganz besonders aber von der Zusammenarbeit mit Emmy Noether geprägt wurde. 1922 promovierte er in Freiburg bei Alfred Loewy Über Begleitmatrizen und Elementarteilertheorie und wurde dort 1926 außerordentlicher Professor. 1928 ging er als ordentlicher Professor nach Erlangen. 1939 wurde er Nachfolger von Otto Toeplitz in Bonn, der schon 1935 wegen der Rassengesetze der Nationalsozialisten beurlaubt worden war. Er wurde Dekan der mathematischen Fakultät, bis er 1942 an das Marineobservatorium Greifswald einberufen wurde, wo er über mathematische Probleme der Hygrometrie arbeitete. Obwohl er als politisch belastet galt, wurde er wieder als Hochschullehrer an der Universität Bonn zugelassen, wo er bis zum Ende seiner Karriere blieb.
Krull leistete einen bedeutenden Beitrag zur Ausarbeitung der modernen Ringtheorie.
Nach Krull sind die Krulldimension (1928), Krulltopologie, Krull-Bewertungen, Krullringe, der Durchschnittssatz von Krull und Krulls Hauptidealsatz benannt. Mit der Krulltopologie lässt sich der Hauptsatz der Galoistheorie auf unendliche Körpererweiterungen ausdehnen.
Er war seit 1929 verheiratet und hatte zwei Töchter. Krull war laut seiner im BDC vorhandenen Karteikarte seit dem 1. August 1933 Mitglied im NS-Lehrerbund; eine Mitgliedschaft in der NSDAP wurde zwar in einer „Liste der politisch belasteten Professoren und Dozenten“ der Universität Bonn vom 1. Dezember 1945 behauptet, ließ sich aber andernorts nicht bestätigen.

## Schriften
- Idealtheorie (= Ergebnisse der Mathematik und ihrer Grenzgebiete. Band 4, 3, ISSN 0071-1136). Springer, Berlin 1935, (2., ergänzte Auflage. (= Ergebnisse der Mathematik und ihrer Grenzgebiete. Band 46). Springer, Berlin u. a. 1968, doi:10.1007/978-3-642-87033-0).
- Elementare und klassische Algebra vom modernen Standpunkt, 2 Bände:
  - Band 1: Sammlung Göschen, Band 930, 3. Auflage, 1963, doi:10.1515/9783111361130.
  - Band 2: Sammlung Göschen, Band 933, 1959, doi:10.1515/9783111361796.
- Gesammelte Abhandlungen / Collected Papers, 2 Bände, 1999, ISBN 978-3-11-012771-3, doi:10.1515/9783110801026.